# Alfred Ritz
Alfred Ritz (* 10. März 1914 in Voerde; † 12. April 1982 in Bonn) war ein deutscher Brigadegeneral.

## Leben
Ritz kämpfte während des Zweiten Weltkriegs u. a. als Kommandeur des I. Bataillons des Panzergrenadierregiments 1 an der Ostfront und wurde am 11. Dezember 1944 mit dem Ritterkreuz des Eisernen Kreuzes ausgezeichnet. Den Krieg beendete er als Major.
Am 1. Februar 1956 trat er in die Bundeswehr ein. Am 30. September 1971 wurde er im Rang eines Brigadegenerals in den Ruhestand verabschiedet.

## Ehrungen
- 1971: Großes Verdienstkreuz des Verdienstordens der Bundesrepublik Deutschland